# Lista de termos italianos em música
Muitos termos musicais encontram-se expressos em língua italiana, uma vez que muitos dos antigos compositores do período da Renascença eram italianos, e nesse período muitos dos termos terão surgido na escrita musical.
Algumas dessas expressões são:
| Termo italiano | Tradução literal | Definição |

## Formas musicais
| A cappella      | ao estilo da capela    | Cantado sem acompanhamento de instrumentos musicais              |
| Aria            | ária (de ar, aéreo)    | Canção, em especial de uma ópera                                 |
| Arietta         | pequena ária           | Pequena ária                                                     |
| Ballabile       | dançável               | (canção) para ser dançada                                        |
| Battaglia       | batalha                | Peça que sugere uma batalha                                      |
| Bergamasca      | de Bergamo             | Dança popular de Bergamo                                         |
| Burletta        | anedota, piada, chiste | Pequena ópera cómica                                             |
| Cadenza         | queda                  | Solo no final de uma secção ou peça                              |
| Cantata         | cantada                | Peça orquestral com cantores                                     |
| Capriccio       | capricho               | Peça musical vívida                                              |
| Coda            | cauda                  | Final de uma peça                                                |
| Concerto        | concerto               | Obra para um ou mais instrumentos com acompanhamento orquestral  |
| Concertino      | pequeno concerto       | Pequeno concerto; o instrumento solista de um concerto           |
| Concerto grosso | grande concerto        | Forma barroca de um concerto, com grupo de instrumentos solistas |
| Intermezzo      | intervalo              | Andamento de ligação instrumental entre duas secções             |
| Libretto        | pequeno livro          | Texto ou livro com a letra de uma ópera ou musical               |
| Opera           | obra                   | Drama teatral e musical com cantores e representação cénica      |
| Opera buffa     | ópera cómica           | Ópera cómica                                                     |
| Opera seria     | ópera séria            | Ópera séria de tema clássico                                     |
| Sonata          | sonante, que soa       | Composição para um ou dois instrumentos na forma sonata          |

## Instrumentos musicais
| Piano(forte)     | som baixo/som alto                         | Piano                                                            |
| viola            | viola, orig. latina vitulari "rejubilar"   | Instrumento de cordas também chamado violeta                     |
| (Violon)cello    | Pequeno violone (violone é "grande viola") | Grande instrumento de cordas                                     |
| Viola da gamba   | viola de perna                             | Instrumento de cordas que se segura entre as pernas para tocar   |
| Viola da braccio | viola de braço                             | Instrumento de cordas que se segura com um dos braços para tocar |
| Viola d'amore    | viola de amor                              | Viola tenor sem trastos                                          |
| Tuba             | tuba                                       | Grande instrumento metálico de sopro                             |
| Piccolo          | pequeno                                    | Pequeno flautim                                                  |
| Timpani          | tímpano                                    | Grandes instrumentos de percussão semelhantes a tambores         |
| Cornetto         | pequeno corno                              | Antigo instrumento de madeira, de sopro                          |
| Campana          | sino                                       | Sino usado na orquestra                                          |
| Orchestra        | orquestra, orig. grego orkesthai "dançar"  | Grupo de instrumentos musicais                                   |
| Oboe d'amore     | oboé de amor                               | Instrumento de madeira, de sopro, da época do barroco musical    |

## Vozes
| Soprano        | superior, acima de           |                                                             |
| Mezzo-soprano  | meio-superior                | Entre soprano e alto                                        |
| Alto           | alto                         |                                                             |
| Contralto      | contra o alto                |                                                             |
| Basso          | baixo                        |                                                             |
| Basso profondo | baixo profundo               |                                                             |
| Castrato       | castrado                     | Cantor masculino, castrado para manter timbre musical agudo |
| Falsetto       | falso (diminutivo: falsinho) | Falsete                                                     |

## Tempo
| Tempo        | tempo                    | A velocidade da execução de uma peça                           |
| Largo        | Vasto, largo             | Lento e digno                                                  |
| Larghetto    | algo largo               | Menos lento que "largo"                                        |
| Lento        | lento                    | Lento                                                          |
| Adagio       | ad agio, à vontade       | Menos lento que "largo"                                        |
| Adagietto    | pequeno adagio           | Mais rápido que adagio                                         |
| Andante      | andante                  | Moderadamente lento, mas fluente, à velocidade do passo humano |
| Moderato     | moderado                 | Com velocidade moderada                                        |
| Allegretto   | alegre, com leve alegria | Um pouco menos rápido que o Allegro                            |
| Largamente   | largamente               | Lento e digno                                                  |
| Allegro      | alegre, rejubilante      | Moderadamente rápido                                           |
| Fermata      | parado, paragem          | Nota a manter ou suster                                        |
| Presto       | pronto                   | Muito rápido                                                   |
| Prestissimo  | muito pronto             | Muitíssimo rápido                                              |
| Accelerando  | acelerando               | Acelerando                                                     |
| Affrettando  | ficando apressado        | Acelerando                                                     |
| Allargando   | alargando                | Abrandando, tornando-se mais solene e lento                    |
| Ritardando   | retardando               | Retardando                                                     |
| Rallentando  | atrasando, retardando    | Retardando                                                     |
| Rubato       | roubado                  | Tempo livre do ritmo anterior                                  |
| Tenuto       | suspenso                 | Nota suspensa, paragem no tempo                                |
| Accompagnato | acompanhado              | A acompanhar o ritmo do(a) cantor(a), que escolhe a velocidade |
| alla marcia  | como uma marcha          | À velocidade de uma marcha (p.ex. 120 bpm)                     |
| A tempo      | a tempo                  | Retorno ao tempo anterior                                      |